# ハウス・オブ・カード 野望の階段
『ハウス・オブ・カード 野望の階段』(ハウスオブカードやぼうのかいだん、原題：House of Cards) は、ボー・ウィリモンがショーランナーを務め、映画監督のデヴィッド・フィンチャーと主演男優のケヴィン・スペイシーらが製作総指揮するアメリカ合衆国のドラマシリーズ。アメリカ合衆国ではNetflixが配信し、インターネット配信で初公開されたドラマシリーズとして史上初めてプライムタイム・エミー賞を受賞した。本作の原型は1990年にイギリスでテレビ放映されたドラマシリーズ『野望の階段』である。
アメリカ合衆国では2013年2月1日にシーズン1を、2014年2月14日にシーズン2を、2015年2月27日にシーズン3を、2016年3月4日にはシーズン4を、2017年5月30日にはシーズン5を、それぞれ13話ずつ配信開始した。シーズン5以降はボー・ウィリモンがショーランナーの立場から外れた。最終シーズン6は8話に短縮され、2018年11月2日に配信された。
2016年3月以降、日本ではNetflixでアメリカ合衆国と同時に配信されている。

## あらすじ

### シーズン1
主人公フランク・アンダーウッド（ケヴィン・スペイシー）はホワイトハウス入りを目指す下院議員。大統領候補ウォーカーを応援し、彼が当選した暁には国務長官のポストをもらう約束をしていた。しかし、大統領に当選したウォーカーはフランクを裏切り、別の人物を候補とする。耐えがたい屈辱を味わったフランクは、NPO法人「クリーン・ウォーター」の代表を務めるキャリア・ウーマンである妻クレア（ロビン・ライト）とともに権謀術数を駆使してホワイトハウス入りを目指す。フランクは記者のゾーイと関係を持ち、偽の情報を流して国務長官候補を陥れる。州知事の副大統領就任に伴う州知事選挙に、貸しのある議員ルッソを出馬させる。だが操れなくなると腹心のダグ・スタンパーにコールガールのレイチェルを使ってルッソを陥れさせ、自殺に見せかけて殺害する。副大統領を再び州知事選に出馬させ、自分が副大統領となる。

### シーズン2
ゾーイと仲間の記者グッドウィンがフランクの犯罪を嗅ぎ付けたため、フランクはゾーイを殺害し、グッドウィンを陥れて刑務所に入れる。スタンパーは秘密を握るレイチェルに惚れ、始末せずに隠すが、大怪我をさせられて逃げられる。フランクとクレアは大統領夫妻と親しくなり、夫婦間の問題について知る。実業家のタスクと大統領への影響力をめぐって争い、タスクと大統領が繋がる資金洗浄疑惑をかきたてる。意図的に中国との外交摩擦を作り出し、密かに大統領弾劾を働きかけて大統領を辞職に追い込み、ついには大統領の座につく。

### シーズン3
大統領となったフランクは支持率が低迷する中で再選を目指し、違法すれすれの予算転用で失業者救済プログラム"アメリカ・ワークス"を推進する。中東をめぐる外交闘争ではロシア大統領と渡り合うが、国連大使に抜擢したクレアは経験不足による失点を重ねて辞職する。大統領予備選で女性候補ヘザー・ダンバーにリードされたフランクは旧知の女性議員ジャッキー・シャープを第三の候補として立候補させ、ダンバーを攻撃させる。だがフランクのあまりの冷酷さにシャープは裏切ってダンバーを支持し、シャープの元恋人で大統領首席補佐官のレミー・ダントンは辞職する。レイチェルに大怪我をさせられたスタンパーは後遺症に苦しんでフランクから遠ざけられ、一時はダンバーのために働くが、欺いてフランクのもとに戻り首席補佐官となる。スタンパーはレイチェルを探し出し、躊躇しながらも殺害する。クレアは選挙戦の前面に出て闘うが、単なる道具として使われる事に不満を募らせ、選挙戦の最中にフランクのもとを去る。

### シーズン4
2016年大統領予備選のさなか、クレアは自分の政治キャリアを追求し、リアン・ハーヴェイを選挙参謀として下院議員選への立候補をもくろむが、フランクが阻止する。グッドウィンがフランクを狙撃して重傷を負わせ、クレアが代わりにペトロフと交渉してガソリン危機を終息させる。共和党の大統領候補のコンウェイが優勢に大統領選を進めるなか、肝臓移植を受けて回復したフランクはクレアと和解し、クレアの母の死を利用して民主党副大統領候補とする。コンウェイに対抗するためにイスラム教過激組織のICOの幹部を捕えると、ICOがアメリカ人を人質にして幹部の解放を求める。ハマーシュミットが前大統領、シャープ、ダントンらの証言を得てフランクの陰謀を暴露する中、アンダーウッド夫妻は報道とICOの両方に対抗して選挙に勝つため、混沌を作り出そうと決意する。

### シーズン5
シーズン5は2016年大統領選挙本選の数日前から始まる。フランクはICOによるテロの脅威を強調して疑惑報道から注意をそらそうとする。選挙日当日、投票率の伸び悩みで劣勢となったフランクは、データ・サイエンティストのエイダン・マカランにテロの脅威をでっち上げさせ、2州での投票を停止させる。次期大統領も副大統領も定まらず、規定に従って上院はクレアを副大統領に選出するが、下院は同数となり大統領は確定しない。クレアが暫定大統領になり2州で再投票が行われるが、コンウェイは失言を犯して敗北する。コンウェイの選挙参謀だったマーク・アッシャーと、商務省副次官のジェーン・デイビスがアンダーウッド夫妻の側近となる。アレックス・ロメロ下院議員は大統領選での不正を調査委員会で追及し、ホワイトハウス内部からのリークを入手したハマーシュミットはゾーイ・バーンズ殺害を追及する。都合の悪いことを知りすぎたマカラン、スピーチライターのトマス・イェイツ、選挙参謀のリアン・ハーヴェイは殺され、デュラント国務長官は階段から突き落とされる。フランクはクレアからの恩赦を期待して、大統領職を辞任する。自分を巡る疑惑があまりに多いため、クレアを大統領とするために、自分が内部からリークして混沌を作り出したと言う。ダグ・スタンパーはゾーイ殺しの罪を被ってホワイトハウスを去る。史上初の女性大統領となったクレアが恩赦を与えるかどうかは不明なままとなる。

### シーズン6
前シーズンの数か月後から、旧姓のヘイルを名乗って大統領となったクレアと少女時代のフラッシュバックが描かれる。フランクは死に、ゾーイ殺害を自白したダグは精神療養施設に入っている。民主党支持者で大富豪のビルとアネットのシェパード兄妹はセス・グレイソンを雇い、副大統領となったマーク・アッシャーを通してクレアを操ろうとする。クレアはジェーン・デイビスを使ってこれに対抗する。シェパード家所有の工場が汚染事故を起こし、アネットの息子ダンカンは違法なアプリを広めて批判者の情報を収集する。ダグは自白を翻し、療養施設を出てフランクの遺言を調査する。フランクの悪事を知るデュラント前国務長官は友人のジェーン・デイビスの助けで死を装いクレアから逃亡する。アッシャーとシェパード兄妹の圧力のもとでクレアは従順を装いながら、ペトロフを利用してシェパード兄妹に打撃を与える。アッシャーに脅迫されたクレアは職務が不可能なほどの心痛を装い、シェパード兄妹とアッシャーはクレアの解任を謀る。だがこれを予想していたクレアは解任に賛成した閣僚全員を解任して女性に置き換え、アッシャーに対する疑惑をリークして辞任させる。クレアは秘密を知りすぎたデービス、デュラント、そしてジャーナリストのハマーシュミットを暗殺させる。クレアはフランクの子を妊娠し、母なる大統領として絶大な人気を得る。シェパード兄妹はクレアの権限を制限しようとして失敗し、クレアの流産誘導にも失敗する。クレアはダンカンを逮捕させて報復する。クレアは亡き夫の評判を貶め、フランクを敬愛するダグを怒らせる。クレアは国民の関心をそらすために核戦争の危機を作り出す。アネットが主導したクレアの暗殺は失敗し、ダグはフランクの子を宿すクレアを殺害することができず、フランクの名声を守るために彼を殺害したことを認め、クレアに殺害される。

## 原作との違い
本作は、イギリスのマイケル・ドブズ（サッチャー首相政権で首席補佐官を務めた）の小説『ハウス・オブ・カード』と、1990年から1995年にBBCが製作し、アンドリュー・デイヴィスが脚色したテレビドラマ『野望の階段（I～III）』を原作にしている。このイアン・リチャードソン主演の原作版は人気を博し、日本でもNHKで放映されている。これを、映画『スーパー・チューズデー～正義を売った日～』の脚本家ボー・ウィリモンが、舞台をアメリカに置き換えて企画した。主人公の名前はフランシス・アンダーウッドだが、イギリス版ではフランシス・アーカート。アーカートのほうがアンダーウッドより年齢は高いと思われ、アーカートが老いた自分を意識するという描写が多い。アーカートはイギリス保守党の議員で、庶民院（アメリカでいう下院）の院内総務長である。BBC版の第１シリーズはドブズの小説の悲劇的結末と異なり、BBC版の第2シリーズ(「野望の階段II」)と第3シリーズ（「野望の階段III　最終章」）につなげることができるように変更された。

## 登場人物

### 主要人物
- フランシス・アンダーウッド（通称：フランク）
  - 演 - ケヴィン・スペイシー、吹替 - 石塚運昇
  - 主人公。サウスカロライナ州第5選挙区選出の下院議員で、アメリカ民主党の下院多数党院内幹事。妻クレアと2人暮らしで子はいない。センチネル軍事大学卒、ハーバード・ロー・スクール修了。シーズン1の時点で議員生活22年目。非常に権力志向が強く、目的のためには時に手段を選ばない。ウォーカーを大統領選挙で応援するが、当選した後には国務長官にするという約束を反故にされてしまう。フランクは復讐を誓い、ホワイトハウス入りを目指す。その過程でゾーイとルッソを殺し、陰謀の挙句に副大統領となり、さらには大統領を辞職に追い込んで自らが後継となる。次期大統領選では陰謀を尽くして再選され、クレアを副大統領とする。だが余りの疑惑の多さに辞任し、大統領となったクレアからの恩赦を期待する。シーズン6では既に死亡している。
- クレア・アンダーウッド
  - 演 - ロビン・ライト、吹替 - 深見梨加
  - フランクの妻。NPO法人クリーンウォーター（CWI）の代表。夫と同じように、目的のためには他者を攻撃することをいとわない価値観を持ち、フランクの復讐を支持する。フランクとの間には隠し事をしないと決め合っている。ギャロウェイと交際した過去あり。ファーストレディとなった後は国連大使となるが失策を重ねて辞職する。夫の意思に背いて自分の政治キャリアを追求し下院議員を目指すが、夫の暗殺未遂事件の後は和解し、夫婦で陰謀を尽くして副大統領となる。さらには夫の辞任により米国初の女性大統領となる。
- ゾーイ・バーンズ
  - 演 - ケイト・マーラ、吹替 - 木下紗華
  - 大手新聞ワシントン・ヘラルドの入社1年目である新人記者。野心家で、特ダネのためには男性への色仕掛けも辞さない。フランクと関係を持ち、リークされた特ダネを利用し、テレビ出演などの活躍をするようになる。アパートで独り暮らしをしている。フランクの黒い部分に気がつき、列車自殺を装って殺害される。
- ダグラス・スタンパー（通称：ダグ）
  - 演 - マイケル・ケリー、吹替 - 河本邦弘
  - フランクの腹心である議員スタッフで、ボスのためには何でもする切れ者。ルッソをスキャンダルから守るべく、売春婦レイチェルを保護し彼女に好意を抱くようになるが、逃亡される際に重傷を負わされて一時期スタッフの職を離れる。後にレイチェルを探し出して殺す。アルコール依存症だったが、フランクの助けにより立ち直った過去を持つ。独身。フランクのために裏の犯罪に手を染め、ついには大統領首席補佐官となる。フランクが疑われるとゾーイ殺害の罪をかぶる。シーズン6当初は精神療養施設に入っている。

### 政治家と官僚たち
- ギャレット・ウォーカー
  - 演 - ミシェル・ギル（英語版）[5]、吹替 - 山寺宏一
  - 第45代アメリカ合衆国大統領。元コロラド州知事。大統領選挙ではフランクに応援され、7000万票を獲得して大統領の座に。妻（ファーストレディ）はパトリシア・ウォーカー。後にフランクを副大統領にするも裏切られ辞任に追い込まれる。後に中国からの違法な政治資金について、フランクを糾弾する証言をする。
- ジム・マシューズ
  - 演 - ダン・ジスキー（英語版）、吹替 - 山野史人
  - アメリカ合衆国副大統領。前職はペンシルベニア州知事。後に再びペンシルバニア州知事。
- リンダ・バスケス
  - 演 - サキナ・ジャフリー、吹替 - 唐沢潤
  - アメリカ合衆国大統領首席補佐官としてウォーカー大統領のもと、ホワイトハウスの職員たちを率いる。
- キャサリン・デュラント
  - 演 - ジェイン・アトキンソン、吹替 - 喜代原まり
  - ミズーリ州選出の上院議員。後にフランク政権でのアメリカ合衆国国務長官。フランクに不利な証言をしようとして階段から突き落とされる。
- ピーター・ルッソ
  - 演 - コリー・ストール、吹替 - 後藤ヒロキ
  - ペンシルバニア州第1選挙区選出の下院議員。アルコール・ドラッグ・買春など問題が多く、窮地を救ってくれたフランクに従わざるをえない。部下のクリスティーナと男女の関係を結ぶ。州知事選に出馬するが、副大統領を州知事選に転出させたいフランクに殺害される。
- ジャッキー・シャープ
  - 演 - モリー・パーカー、吹替 - 志田有彩
  - 元軍人の下院議員。後に下院民主党院内幹事代理。大統領選出馬を目指す。レミー・ダントンの恋人であり別の男との結婚後も関係を続ける。
- ヘザー・ダンバー
  - 演 - エリザベス・マーヴェル、吹替 - 仲村かおり
  - アメリカ合衆国訟務長官、民主党から2016年の大統領選を目指すもグッドウィンと関わって指名選挙から脱落する。
- ヘクター・メンドーザ
  - 演 - ベニート・マルティネス
  - 共和党上院院内総務。2016年の大統領選を目指す。
- ヴィクトル・ペトロフ
  - 演 - ラース・ミケルセン、吹替 - 金尾哲夫
  - ロシア連邦大統領、ウラジーミル・プーチンをモデルとする。
- ボブ・バーチ
  - 演 - ラリー・パイン
  - 下院議長、のちに民主党下院院内総務。
- ドナルド・ブライス
  - 演 - リード・バーニー
  - リベラル派の下院議員、のちに第1期フランク政権の副大統領。
- ビル・コンウェイ
  - 演 - ジョエル・キナマン、吹替 - 矢野正明
  - 若き共和党大統領候補、ニューヨーク州知事。フランクの陰謀と自らの失言により敗退する。
- ハンナ・コンウェイ
  - 演 - ドミニク・マケリゴット
  - ビルの妻。
- ブロックハート将軍
  - 演 - コルム・フィオール
  - テロ組織ICOへの攻撃を主張する、後にコンウェイの副大統領候補。
- ドリス・ジョーンズ
  - 演 - シシリー・タイソン
  - テキサス州の下院議員。
- セリア・ジョーンズ
  - 演 - リサ・ゲイ・ハミルトン
  - ドリスの娘。
- アレックス・ロメロ
  - 演 - ジェームズ・マルティネス
  - フランクの疑惑を追及するアリゾナ州選出の下院議員、ヒスパニック。
- ジェーン・デイビス
  - 演 - パトリシア・クラークソン、吹替 - 宮寺智子
  - 商務省国際貿易局副次官。デュラントの友人。中東など国外の情勢に通じ、アンダーウッド夫妻の側近となって誘拐・殺人など様々な汚れた仕事を引き受ける。
- ブレット・コール
  - 演 - ボリス・コジョー
  - 共和党下院議員、のちに下院議長。(S6)
- マーシー・ジーガーソン
  - クレア政権の国務長官
- ノラ・キャファリー
  - クレア政権の国土安全保障長官

### 政治家のスタッフたち
- クリスティーナ・ギャラガー
  - 演 - クリステン・コノリー、吹替 - 竹内絢子
  - ルッソ議員のスタッフだが、ルッソとプライベートでも深い関係に。後に下院議長の政務担当副補佐官、さらに大統領スタッフに転身する。
- レミー・ダントン
  - 演 - マハーシャラ・アリ、吹替 - 山本格
  - 巨大な天然ガス企業、サンコープ産業、次にタスクに雇われる有能なロビイスト。かつてフランクのもとで報道官として働いていた。後にアメリカ合衆国大統領首席補佐官を務めた後辞職する。ジャッキー・シャープの恋人。
- セス・グレイソン
  - 演 - デレク・セシル（英語版）、吹替 - 橘潤二
  - クレアを脅迫することで、副大統領フランクの報道官の地位を得る。ダグ・スタンパーと反目するが、しばしば有能さを発揮する。フランクとタスクの間で二重スパイのような動きを見せる。フランク政権の大統領報道官となるが、クレア政権の下で辞任する。シーズン6ではシェパード兄妹の部下。
- エドワード・ミーチャム
  - 演 - ネイサン・ダロウ（英語版）、吹替 - 山本兼平
  - 合衆国議会警察の警察官。フランクのボディガードの任に着き、四六時中行動を共にするうち、フランクの秘密を多く知るようになるが沈黙を守る。フランクを守ってルーカス・グッドウィンに殺される。
- リアン・ハーヴェイ
  - 演 - ネーヴ・キャンベル、吹替 - 甲斐田裕子
  - クレアに雇われる政治コンサルタント。後にフランクの大統領選挙責任者となるがダグ・スタンパーとことあるごとに反目する。夫婦の秘密を知りすぎたため、クレア大統領就任後に交通事故死を仕組まれる。
- エイダン・マカラン
  - 演 - ダミアン・ヤング（英語版）
  - フランクの大統領選でリアン・ハーヴェイに協力して不正行為をはたらくデータ・サイエンティスト。秘密を抱えてロシアに逃亡するも、選挙後には帰国し、殺害される。
- マーク・アッシャー
  - 演 - キャンベル・スコット、吹替 - 田中正彦
  - 共和党大統領候補コンウェイの選挙参謀。のちにアンダーウッド夫妻の側近。シーズン6では副大統領。
- ケルシー・スチュワート
  - 演 - Kristen sieh、吹替 - 白川万紗子
  - クレア政権でのホワイトハウス報道官。

### 実業家たち
- レイモンド・タスク
  - 演 - ジェラルド・マクレイニー、吹替 - 羽佐間道夫
  - 巨万の富を誇り、レアアースの取引で中国と強いパイプを持つ実業家。ウォーカー大統領を支援し、多数の事業を手がけるが、日本の福島第一原子力発電所事故以降、原発事業が不振となり困惑する。
- ダニエル・ラナギン
  - 演 - ギル・バーミンガム
  - ネイティブ・アメリカンのカジノ経営者でタスクの盟友。タスクの献金の資金洗浄に関与する。
- ザンダー・フォン
  - 演 - テリー・チェン（英語版）
  - 中国の実業家でタスクの盟友。フランクにより中国に強制送還される。
- ビル・シェパード
  - 演 - グレッグ・キニア、吹替 - 飛田展男
  - 民主党を支持する富豪。アネットの兄。
- アネット・シェパード
  - 演 - ダイアン・レイン、吹替 - 塩田朋子
  - 民主党を支持する富豪。ビルの妹。
- ダンカン・シェパード
  - 演 - コーディー・ファーン
  - アネットの息子。

### マスコミ関係者
- トム・ハマーシュミット
  - 演 - ボリス・マクギヴァー（英語版）
  - ワシントン・ヘラルド紙の編集長。ゾーイを侮辱し社主に解雇される。フランクの疑惑を追及し続け、ヘラルド紙に戻り、フランク辞任のきっかけを作る。
- ルーカス・グッドウィン
  - 演 - セバスチャン・アーセラス（英語版）、吹替 - 河本邦弘
  - ワシントン・ヘラルド紙の後任の編集長。部下であるゾーイが特ダネを次々と持ち込むので不思議がりつつも警戒する。結局は上司の判断でゾーイのスクープを採用していく。後にゾーイと恋仲になる。フランクの疑惑を追及するが罠にはめられて懲役刑となる。後に密かに証人保護プログラムのもとで出所させられるが、フランクを狙撃して射殺される。
- ジャニーン・スコースキー
  - 演 - コンスタンス・ジマー（英語版）、吹替 - 喜代原まり
  - ワシントン・ヘラルド紙の政治部主任記者。部下になったゾーイに翻弄されるが、いつしかゾーイとともに働くように。ゾーイの死後は危険を避け、故郷で教師となる。
- アイラ・サヤド
  - 演 - モザン・マルノ（英語版）
  - ウォールストリート・テレグラフ紙の記者。タスクの政治献金と資金洗浄を調査する。後にホワイトハウス担当記者。
- トマス・イェイツ
  - 演 - ポール・スパークス（英語版）、吹替 - 滝知史
  - "アメリカ・ワークス"の本を書く作家。インタビューを重ねるうちに、フランク夫妻と親交を深める。後に夫妻のスピーチライターとなり、クレアと関係を持つ。夫妻の暴露本を出版しようとしてクレアに殺される。
- ケイト・ボールドウィン
  - 演 - キム・ディケンズ
  - ウォールストリート・テレグラフ紙のホワイトハウス担当記者。
- ショーン・ジェフリーズ
  - 演 - Korey Jackson
  - ハマーシュミットのチームに入るヘラルド紙の新人記者。セス・グレイソンを通じてホワイトハウスに取り入り、後に副報道官となる。
- メル・クルーズ
  - 演 - アシーナ・カーカニス
  - シェパード兄妹の意を汲むジャーナリスト。

### その他
- レイチェル・ポスナー
  - 演 - レイチェル・ブロズナハン、吹替 - 竹内絢子
  - ルッソが飲酒運転で逮捕された際、彼の車に乗り合わせていた売春婦。その件を口止めしたいダグが面倒を見て、売春の仕事から足を洗う。ルッソ死亡の後はスキャンダルを避けて隠れ住むが、最終的にはダグに殺害される。
- ジリアン・コール
  - 演 - サンドリーヌ・ホルト、吹替 - 衣鳩志野
  - CWIの職員。クレアに気に入られて重職に大抜擢されるが、ある案件をめぐってクレアとの関係に亀裂が生じていく。
- アダム・ギャロウェイ
  - 演 - ベン・ダニエルズ、吹替 - さかき孝輔
  - クレアの元恋人である写真アーティスト。ニューヨークで自由な独身生活を送るが、久しぶりに再会したクレアと親密な仲に発展。
- フレディ・ヘイズ
  - 演 - レグ・E・キャシー、吹替 - 竹本和正
  - フランクが常連にしているレストラン'フレディのバーベキュー'店長。後にホワイトハウスで働く。
- ギャヴィン・オルセイ
  - 演 - ジミ・シンプソン、吹替 - 影平隆一
  - ハッカーでFBIの協力者。ルーカス・グッドウィンを陥れる。ダグに拷問されてレイチェルの居場所を吐く。
- エリザベス・ヘイル
  - 演 - エレン・バースティン
  - 裕福なクレアの母、ガン患者。結婚時からフランクの事を気にいらない。クレアの副大統領候補指名に役立つよう、絶好のタイミングで安楽死する。
- ローラ・モレッティ
  - 演 - ウェンディ・モニツ
  - 肝臓移植候補の患者の妻。ダグ・スタンパーによって移植権利をフランクに回されて夫を失う。夫の死後はダグと親しくなる。
- リサ・ウィリアムズ
  - 演 - ケイト・リン・シール
  - レイチェルの友人。
- ネイサン・グリーン捜査官
  - 演 - ジェレミー・ホルム
  - フランク政権に協力し種々の陰謀に加わるFBI捜査官。
- エリック・ローリングズ
  - 演 - Malcolm Madera
  - 俳優兼トレーナー。フランクと親密になる。

## エピソード
| シーズン | シーズン | エピソード数 | リリース日    |
| -------- | -------- | ------------ | ------------- |
|          | 1        | 13           | 2013年2月1日  |
|          | 2        | 13           | 2014年2月14日 |
|          | 3        | 13           | 2015年2月27日 |
|          | 4        | 13           | 2016年3月4日  |
|          | 5        | 13           | 2017年5月30日 |
|          | 6        | 8            | 2018年11月2日 |

## 受賞歴
2013年第65回プライムタイム・エミー賞
- ドラマ・シリーズ監督賞（デヴィッド・フィンチャー）
- ドラマ・シリーズ撮影賞（シングル・カメラ部門）
- ドラマ・シリーズ・キャスティング賞

2014年第66回プライムタイム・エミー賞
- 音響賞コメディ/ドラマシリーズ部門(1時間)

2015年第67回プライムタイム・エミー賞
- ゲスト男優賞ドラマシリーズ部門(レグ・E・キャシー)
- 作曲賞シリーズ部門(Chapter 32)

第71回ゴールデングローブ賞
- テレビの部　ドラマ・シリーズ主演女優賞（ロビン・ライト）

第72回ゴールデングローブ賞
- テレビの部　ドラマ・シリーズ主演男優賞（ケヴィン・スペイシー)

第66回全米脚本家組合賞
- 最優秀新番組賞

第21回全米映画俳優組合賞
- 全米映画俳優組合賞男優賞 (ドラマシリーズ)

第22回全米映画俳優組合賞
- 全米映画俳優組合賞男優賞 (ドラマシリーズ)

第16回全米衣装デザイナー組合賞
- 現代ドラマ賞

第18回サテライト賞
- ドラマ・シリーズ主演女優賞（ロビン・ライト）

第14回アメリカン・フィルム・インスティチュート賞
- 最優秀テレビ番組賞

## 製作

### 発注
Netflixは米国内2700万人のユーザーの視聴傾向の分析から本作のヒットを確信し、1億ドルを出資して2シーズン26エピソードを発注した。
- 『ソーシャル・ネットワーク』（監督デヴィッド・フィンチャー）は多くの視聴者がストリーミングを中断させず視聴している。
- ケヴィン・スペイシーが出演している映画はよく視聴されている。
- 1990年のイギリスのテレビドラマ『野望の階段』はよく視聴されている。

### タイトル
タイトルの「ハウス・オブ・カード」は英語で「（トランプの）カードで作った家」、つまり「壊れやすい家」という意味があるが、英語の「ハウス」そのものに「議会」「議院」、「カード」には「戦略上の駒」「切り札」の意味もあり、様々なカードを切りながら政界を上り詰めつつも、いつ崩壊しかねないスリルといったダブル・ミーニングを持つ。

### 演出
本作のユニークな演出のひとつが、主人公フランクがカメラを通じて視聴者に語りかけるスタイルである。これは原作のイギリスのTVドラマ『野望の階段』及び戯曲『リチャード三世』を踏襲している。　本作の収録直前、主演のケヴィン・スペイシーはオールド・ヴィック・シアターで『リチャード三世』の舞台に立っていたが、本作の主人公フランクとリチャード三世に共通点があると思いながら、フランク役を演じたという。第5シーズン以降は、クレアもまた視聴者に語りかける。

### 脚本
メイン脚本家のボー・ウィリモンは1998年にある上院議員の選挙キャンペーンに参加したのを手始めにヒラリー・クリントン元国務長官らと働き、2004年の民主党大統領予備選ではハワード・ディーン候補と働いた。作品にはこの政治経験が生かされている。

### 監督
ジョディ・フォスターやクレア役のロビン・ライトなど、有名女優がいくつかのエピソードの監督を務めている。

### シーズン6製作とケヴィン・スペイシーのスキャンダル
シーズン6は発注され、撮影は2017年10月に開始された。ところが2017年10月30日、ケヴィン・スペイシーの未成年男子へのセクシャル・ハラスメント疑惑が明らかになった後、シーズン6が最終シーズンになると発表された。その翌日、シーズン6の撮影は無期限に中止された。2017年11月3日、Netflixはスペイシーを起用してのハウス・オブ・カードの製作は行わないと発表した。2017年12月4日、Netflixはケヴィン・スペイシーを外し、シーズン6を8話に短縮して2018年に撮影を再開すると発表した。

## 日本での放送・発売・配信
日本ではスマートフォン向けマルチメディア放送サービス「NOTTV」とBS、CS、ケーブルTVなどの映画専門チャンネル「IMAGICA BS」が2013年10月よりシーズン1を、2014年6月からシーズン2を、2017年3月からはシーズン3を、2017年6月21日からはシーズン4を放送している。
DVDとBlu-ray Disc（いずれも「デヴィッド・フィンチャー完全監修パッケージ仕様」)は、シーズン1が2014年6月4日に、シーズン2が2014年10月3日に、シーズン3が2016年7月6日に、シーズン4が2016年8月3日に、シーズン5が2017年10月4日に、シーズン6が2019年6月5日にいずれもソニー・ピクチャーズエンタテインメントから発売された。
Netflixは2015年9月から日本でサービスを始めた時点では今作品を配信せず、半年後の2016年3月4日より全シーズンの配信を開始した。その後は新シーズンを全世界と同日に配信した。2020年4月現在、全シーズンがAmazon Prime Videoでも配信されている。
2016年10月からはフジテレビが地上波とBSフジでシーズン1を放送した。
2020年4月17日よりWOWOWは、全シーズンの放送を開始した。シーズン5、6はテレビ初放送になる。